# Amblycorypha oblongifolia
Amblycorypha oblongifolia är en insektsart som först beskrevs av De Geer 1773.  Amblycorypha oblongifolia ingår i släktet Amblycorypha och familjen vårtbitare. Inga underarter finns listade i Catalogue of Life.

## Bildgalleri

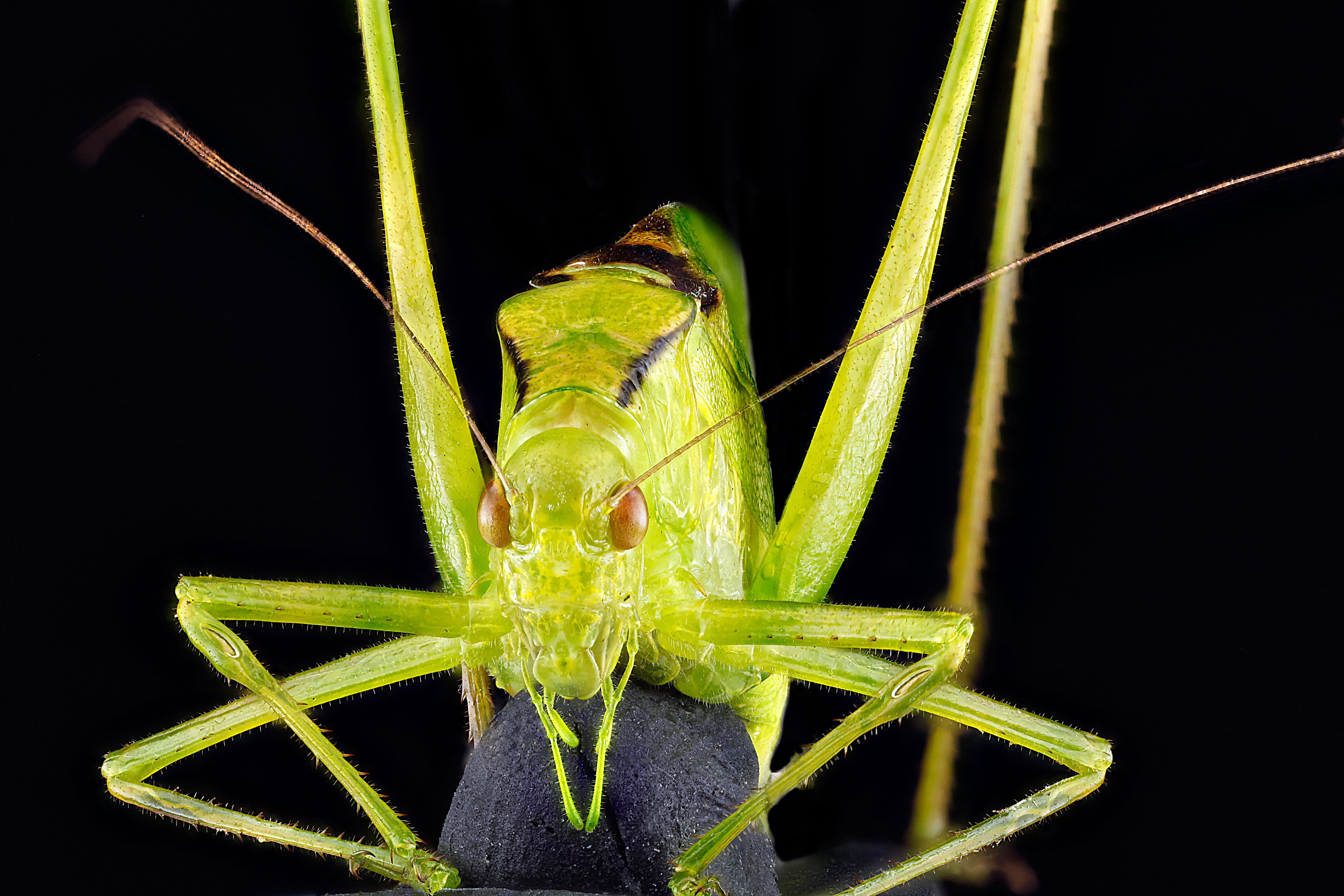
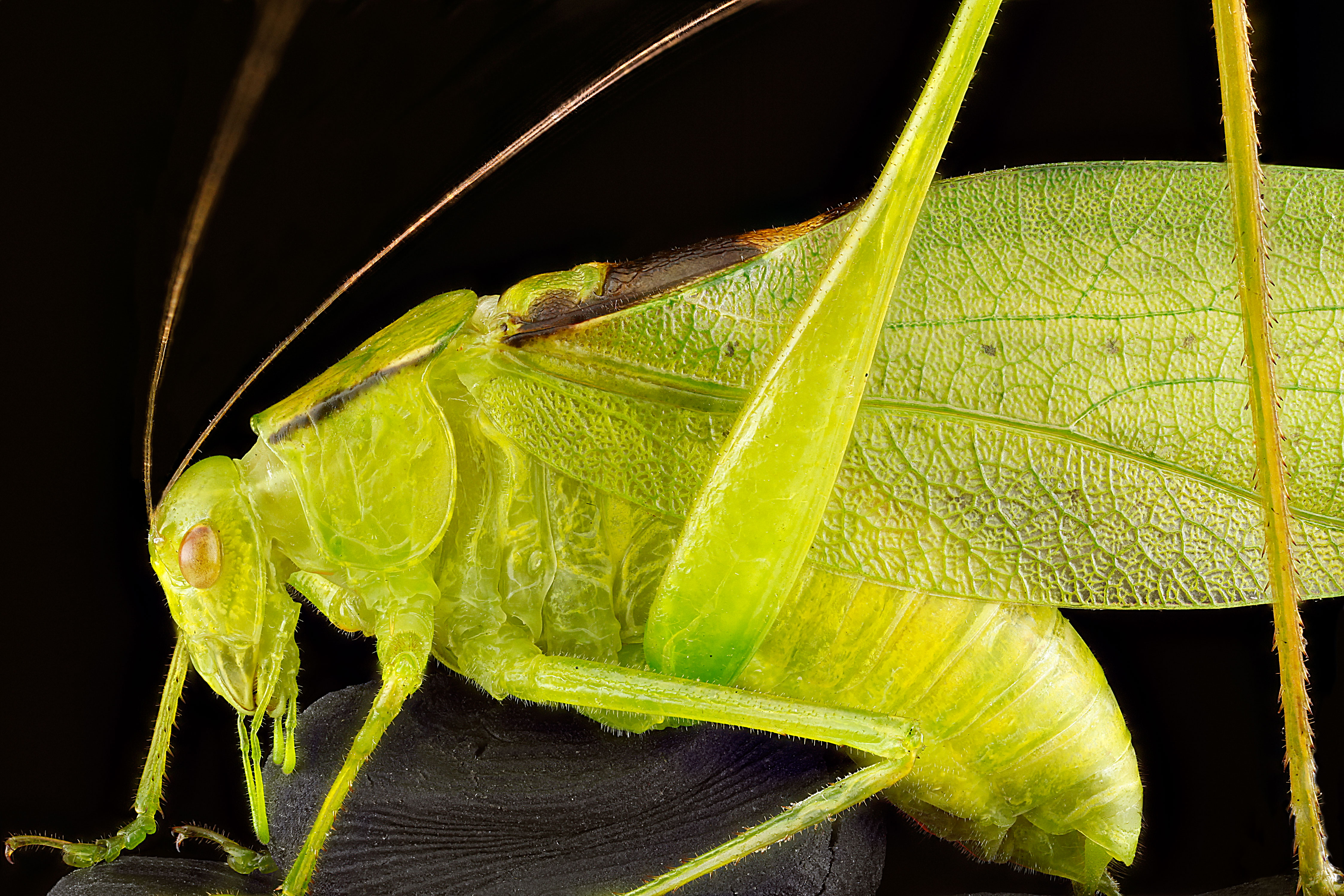
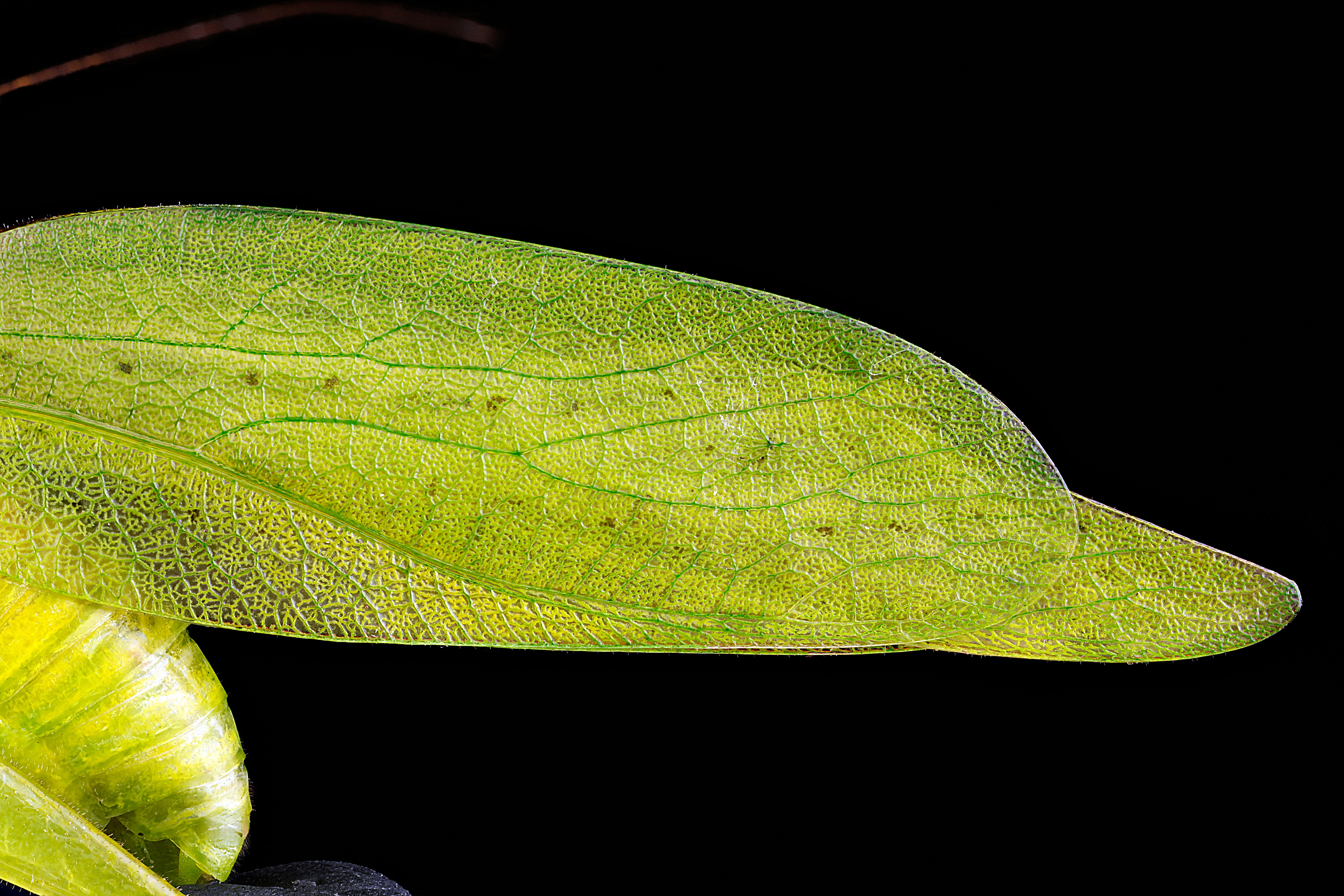